# Майкъл Дорн
Майкъл Дорн (на английски: Michael Dorn, роден на 9 декември 1952) е американски актьор известен с ролята си на клингонеца Уорф в няколко „Стар Трек“ филми и сериали.

## Произход и младежки години
Дорн е роден в Лулинг, Тексас. Родителите му са Али Лий Нолс и Фентръс Дорн, Мл. Но израства в Пасадина, Калифорния. Изучава радио и телевизионна продукци в Pasadena City College. След това започва музикална кариера, като свири с няколко рок банди.

## Първи роли
За първи път се появява на телезивизионния екран в шоуто W.E.B през 1978 г. Продуцентът е бил впечатлен от представянето му, затова запознава Майкъл с агент, който го завежда при актьорския учител Чарлс Конрад, където Дорн изучава актьорско майсторство шест месеца. След това Дорн получава роля в сериала CHiPs. Първият филм, в който се снима, е „Роки“ (1976) като бодигарда на Аполо Крийд.

## Стар Трек
Най-известната му роля е на клингонеца Уорф в Стар Трек: Следващото поколение и Стар Трек: Космическа станция 9.
Получил е ролята като се е явил на интервю заедно с още няколко души. Не се е усмихвал, нито говорел, дори не е седнал, вместо това е седя в ъгъла в неподвижна стойка, точно като клингонски войн. Когато е бил повикан, влязъл, марширувайки в стаята, намръщил се и се здрависал с човека, когото го интервюирал. След края на интервюто той грубо благодарил на режисьора и излязъл.
Дорн е актьорът участвал в най-много „Стар Трек“ епизоди и филми, играейки един и същ персонаж. Според Internet Movie Database той е направил 282 „Стар Трек появявания“ (176 епизода от Следващото поколение, 101 епизода от Космическа станция 9 и 5 Стар Трек филма включително и като Полковник Уорф в „Стар Трек VI: Неоткритата страна“). Втори по участия в Стар Трек продукции е Колм Мийни с 211 появявания.
С годините, докато е играл Уорф, гласът му е станал по-дълбок.

### Режисирани Стар Трек епизоди
- „Карта“
- „Инквизиция“
- „Когато вали...“
- „Два дни и две нощи“

## Други роли
Дорн също е участвал в коледния филм „Договор за Дядо Коледа 2“, играейки Пясъчният човек и във филма „Али“, играейки пилот.

## Кариера на озвучаващ актьор
Той озвучава невестулката от анимационния телевизионен сериал „Аз съм невестулка“, R.E.G.I.S. Mark V и Number 14 от Мегас XLR, Калибак от „Супермен: Анимационният сериал“, „Лигата на справедливостта“ и „Лигата на справедливостта без граници“, Крейвън Ловецът от „Спайдър-Мен: Новият анимационен сериал“, King Beardbottom от епизода „Here Thar Be Dwarves“ от анимационния сериал „Мрачните приключения на Били и Манди“, доктор Виктор в епизодите „The Return“ и Be Afraid Of The Dark на „Бен 10“, Центурионите в „Дък Доджърс“ и много други. Дорн участва в епизода „Peter's Got Woods“ на „Семейният тип“ заедно с още двама актьори от Стар Трек: Следващото поколение Джонатан Фрейкс и Патрик Стюарт.
Дорн също озвучава и компютърни игри, като Emperor: Battle for Dune, компютърна игра базирана на новелата на Франк Хърбърт. Озвучава още Дюн, Д-р Джон в Gabriel Knight: Sins of the Fathers, специален агент Франк Хориган и Маркус Шерифът мутант в Fallout 2, и командир Дейна в Mission Critical и някои герои от World of Warcraft. Също така, той е дикторът на видеоиграта Vikings, Strategy of Ultimate Conquest!.

## Хобита
Дорн обича да лети, нещо което не му е било разрешено докато е участвал в „Следващото поколение“, но очевидно е можел да прави, когато се е присъединил към актьорския състав на „Космическа станция 9“. Летял е с Blue Angels и Thunderbirds. Дорн притежава няколко самолета, включително и стар учебен самолет Lockheed T-33, F-86 Sabre и North American Sabreliner. Нарича T-33 „своя космически кораб.“ Той членува в няколко организации, една от които е Air Force Heritage Foundation, където е част от консулатативния борд. Той е също голям фен на „Саут Парк“ и озвучава себе си в епизода „Fun with Veal.“